# 蒼穹 (曲)
「蒼穹」（そうきゅう）は、音楽ユニット・angelaの17枚目のシングル。 2010年12月22日にスターチャイルドから発売された。

## 概要
表題曲「蒼穹」はアニメ映画『蒼穹のファフナー HEAVEN AND EARTH』の主題歌、カップリング曲「さよならの時くらい微笑んで」は同映画挿入歌として使用されている。初回製造分はデジパック仕様で、平井久司の描き下ろしイラストが使用されている。

## 収録曲
（全作詞：atsuko、作曲：atsuko・KATSU、編曲：KATSU ） 
1. 蒼穹 [5:19]
  - 劇場版『蒼穹のファフナー HEAVEN AND EARTH』主題歌
2. さよならの時くらい微笑んで [5:38]
  - 劇場版『蒼穹のファフナー HEAVEN AND EARTH』挿入歌
3. 蒼穹（off vocal ver.）
4. さよならの時くらい微笑んで（off vocal ver.）

## 収録アルバム
| 曲名 | 収録アルバム  | 発売日        | 備考                      |
| ---- | ------------- | ------------- | ------------------------- |
| 蒼穹 | 『mirror☆ge』 | 2011年6月22日 | 5枚目のスタジオ・アルバム |

## カバー
- 渋谷凛（福原綾香） - アルバム『THE IDOLM@STER CINDERELLA MASTER Cool jewelries! 001』収録。